# Авдеев, Антон Алексеевич
Антон Алексеевич Авдеев (8 августа 1986, Воскресенск, Московская область, РСФСР, СССР) — российский фехтовальщик, чемпион мира, призёр чемпионатов Европы, участник двух Олимпийских игр, заслуженный мастер спорта России.

## Спортивная карьера
В начале июля 2007 года в Генте завоевал бронзовую медаль чемпионата Европы в личной шпаге. 4 октября 2009 года в турецком городе Анталья выиграл чемпионат мира в индивидуальной шпаге. 16 июля 2010 года ему было присвоено звание заслуженный мастер спорта России. В июле 2011 года в британском Шеффилде завоевал бронзовую медаль чемпионата Европы в командной шпаге. В июне 2014 года на чемпионате Европы в Страсбурге, в составе сборной России обыграв в борьбе за 3 место сборную Украины, стал обладателем бронзовой медали в командной шпаге. В октябре 2018 года завершил спортивную карьеру и перешёл на тренерскую работу в сборной России.

## Личная жизнь
В 2008 году окончил Московскую государственную академию физической культуры.